# تشارلز إدوارد بليك سينيور
تشارلز إدوارد بليك سينيور (بالإنجليزية: Charles E. Blake)‏ هو عالم عقيدة وقسيس أمريكي، ولد في 5 أغسطس 1940 في ليتل روك في الولايات المتحدة.